# 弗里济
弗里济（法語：Vrizy，法語發音：[vʁizi]）是法国阿登省的一个旧市镇，属于武济耶区。2016年，弗里济与市镇埃纳河畔泰龙并入市镇武济耶。

## 地理
弗里济（49°25'35"N, 4°40'44"E）面积8.18 平方千米，位于法国大東部大區阿登省，该省份为法国北部内陆省份，西接埃纳省，南至马恩省，东临默兹省，北与比利时接壤。
与弗里济接壤的市镇（或旧市镇、城区）包括：格里维-卢瓦西、埃纳河畔泰龙、旺迪、翁克、武济耶。

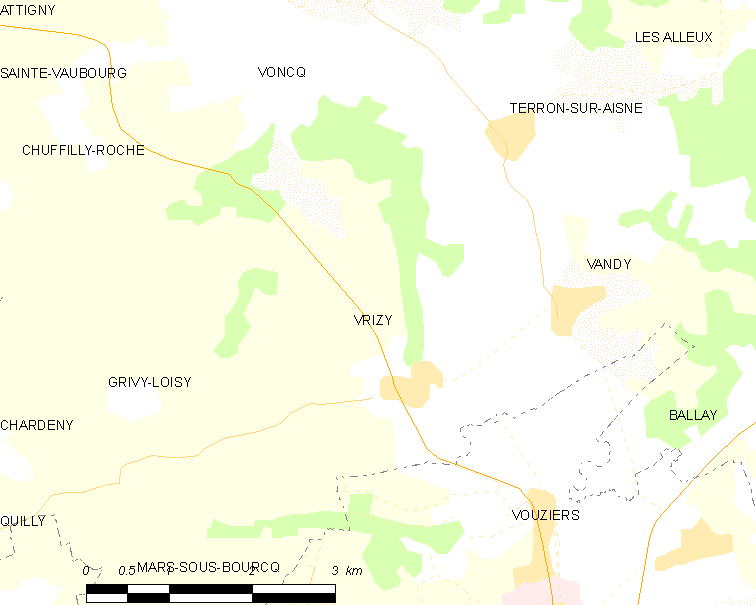
弗里济的OSM定位图

弗里济的时区为UTC+01:00、UTC+02:00（夏令时）。

## 行政
弗里济的邮政编码为08400，INSEE市镇编码为08493。

## 政治
弗里济所属的省级选区为阿蒂尼县。

## 人口

1962-2008年间弗里济人口变化图示

弗里济于2018年1月1日时的人口数量为312人。